# Hydrogamasus giardi
Hydrogamasus giardi är en spindeldjursart som först beskrevs av Berlese och Édouard Louis Trouessart 1889.  Hydrogamasus giardi ingår i släktet Hydrogamasus och familjen Ologamasidae. Inga underarter finns listade i Catalogue of Life.